# Karel Verschuere
Karel Verschuere (19 november 1924 – 10 augustus 1980) was een Vlaams stripauteur en een van de belangrijkste medewerkers van Willy Vandersteen  in de jaren 50 en 60.
Hij was samen met Vandersteen verantwoordelijk voor het succes van de stripreeks Bessy. De albums uit die periode werden geschreven onder de naam van het pseudoniem Wirel (afkorting van Willy-Karel).
Verschuere heeft verder ook meegewerkt aan verhalen van De Rode Ridder, Karl May, Buffalo Bill, De avonturen van Rudi en Biggles. Ook aan enkele Suske en Wiske-verhalen heeft hij meegewerkt, waaronder De lachende wolf (1952), waarbij hij Karel Boumans moest inwerken, en vooral De rammelende rally (1958), een promotie-album voor de Toeristische Federatie van de provincie Antwerpen.
Nadat hij voor de derde keer vertrok bij Studio Vandersteen, tekende hij nog een western-reeks (Arendsklauw), een detective-reeks (Sam D. Howard) en een reeks van twee delen over een Belgische avonturier in Zuid-Amerika (Filip Hechtel). Arendsklauw werd pas na 2000 door Brabant Strip in albumvorm uitgebracht.
In 2024 bracht ‘t Vlaams Stripcentrum het boek “Karel Verschuere - een leven vol kruitdamp en sabelgekletter” uit.
- Gemeinsame Normdatei: 12870537X
- International Standard Name Identifier: 0000 0000 1749 9013
- Nederlandse Thesaurus van Auteursnamen: 068223005
- RKD-Nederlands Instituut voor Kunstgeschiedenis: 101840
- Virtual International Authority File: 74911962
- WorldCat: E39PBJdWRWCTdJCpjRF4VyrKBP